# Campobello di Mazara
Pour les articles homonymes, voir Campobello.
Campobello di Mazara est une commune de la province de Trapani dans la région Sicile en Italie.

## Histoire
- Cave di Cusa

## Administration
| Période                                  | Période | Identité | Étiquette | Qualité |
| ---------------------------------------- | ------- | -------- | --------- | ------- |
|                                          |         |          |           |         |
| Les données manquantes sont à compléter. |         |          |           |         |

### Hameaux
Tre Fontane, Torretta Granitola

### Communes limitrophes
Castelvetrano, Mazara del Vallo